# 深圳市体育中心
深圳市体育中心，是广东省深圳市的一座大型综合性体育场馆，位于福田区笋岗西路、泥岗西路和上步北路交界处，地块整体呈三角形形状，总建筑面积43.54万平方米，始建于1985年，由深圳体育馆、深圳体育场、深圳游泳跳水馆、深圳市网羽中心以及相关配套设施组成。

## 历史
深圳市体育中心是深圳市最早的市属体育场馆，1985年12月22日，深圳体育馆正式开馆，网羽中心、体育场、游泳馆分别在1989年、1993年、2002年建成开放，统称为深圳体育中心的“一场两馆一中心”。
2006年12月，深圳体育馆、深圳体育场、深圳游泳跳水馆和深圳市网羽中心4家场馆脱离原深圳市体育局，成为深圳首批“事业单位转国企”单位。2011年底，4家体育场馆运营类企业整合成立深圳市体育中心运营管理有限公司。
2018年，深圳市政府决定对市体育中心进行改造提升，2020年5月24日正式开工，总投资约36亿元，新建及改扩建建筑面积37.63万平方米，将新建一座可同时容纳1.5万名观众的体育馆，深圳体育场改建为可同时容纳4.5万观众的专业足球场，通过空中走廊与附近的笔架山公园相连。